# Bisbat de Comenge

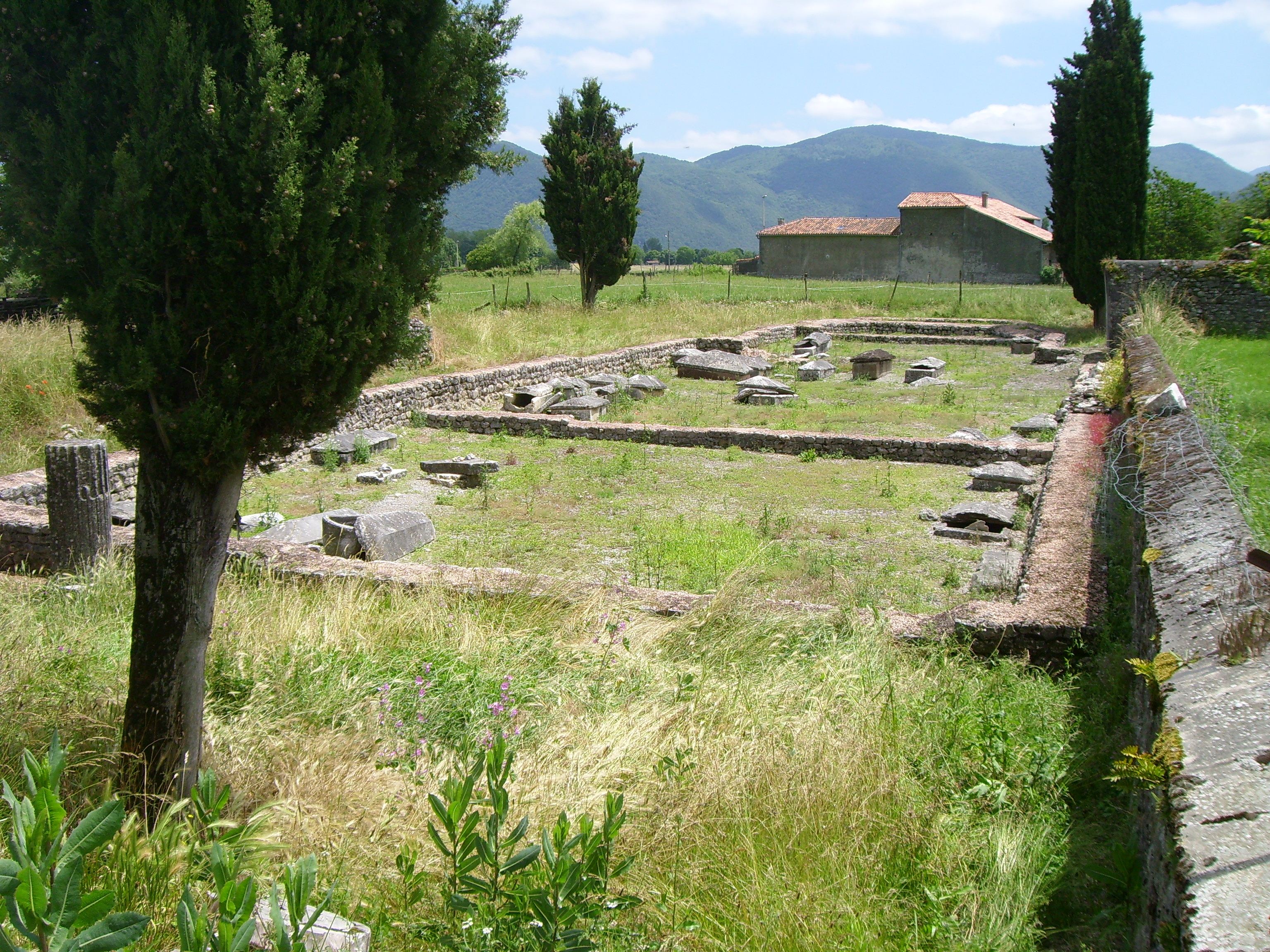
Restes d'una basílica paleocristiana del a l'antiga Lugdunum Convenarum.

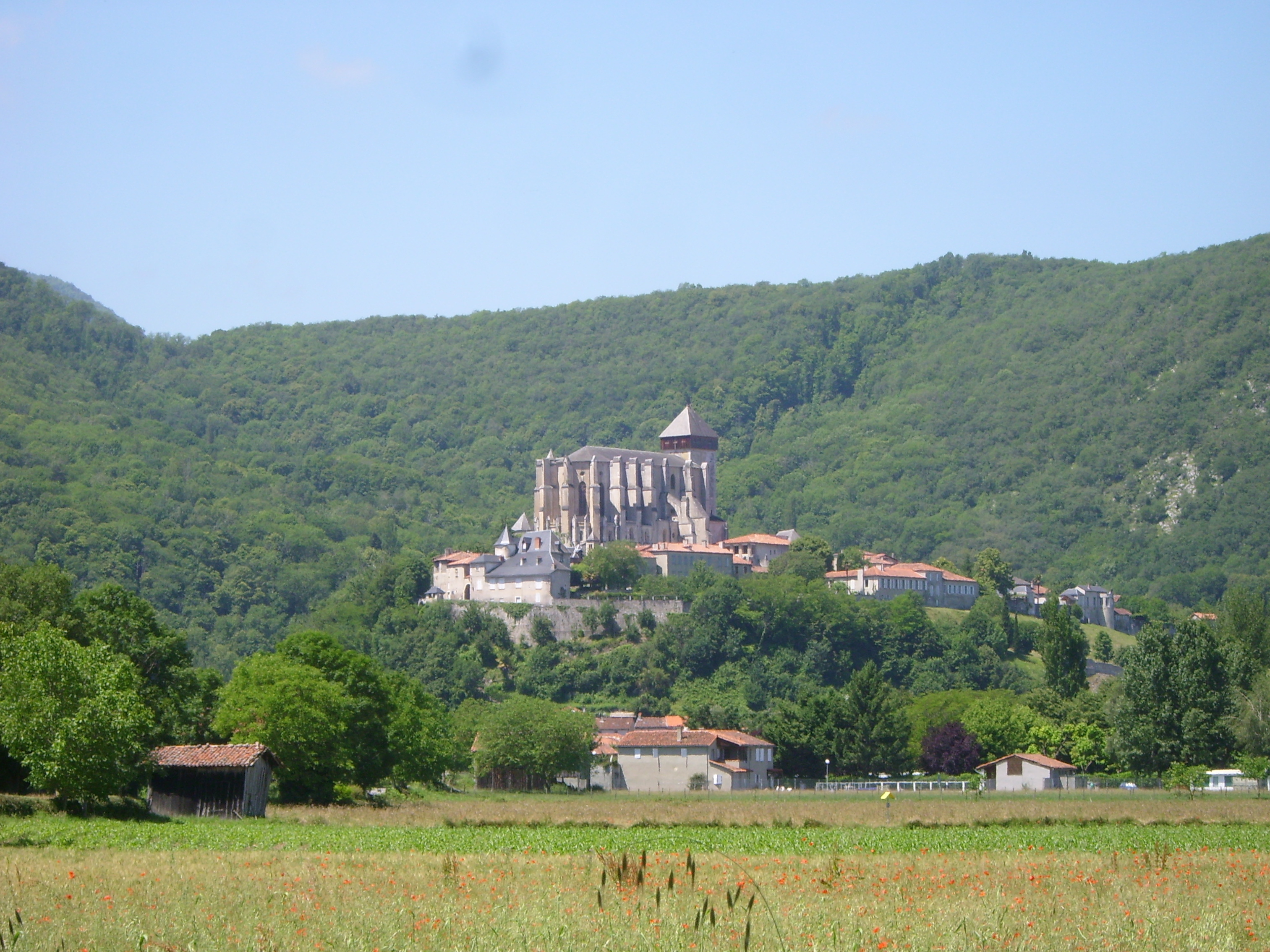
Vista sobre la ciutat alta de Saint-Bertrand de Comenge i de la catedral.

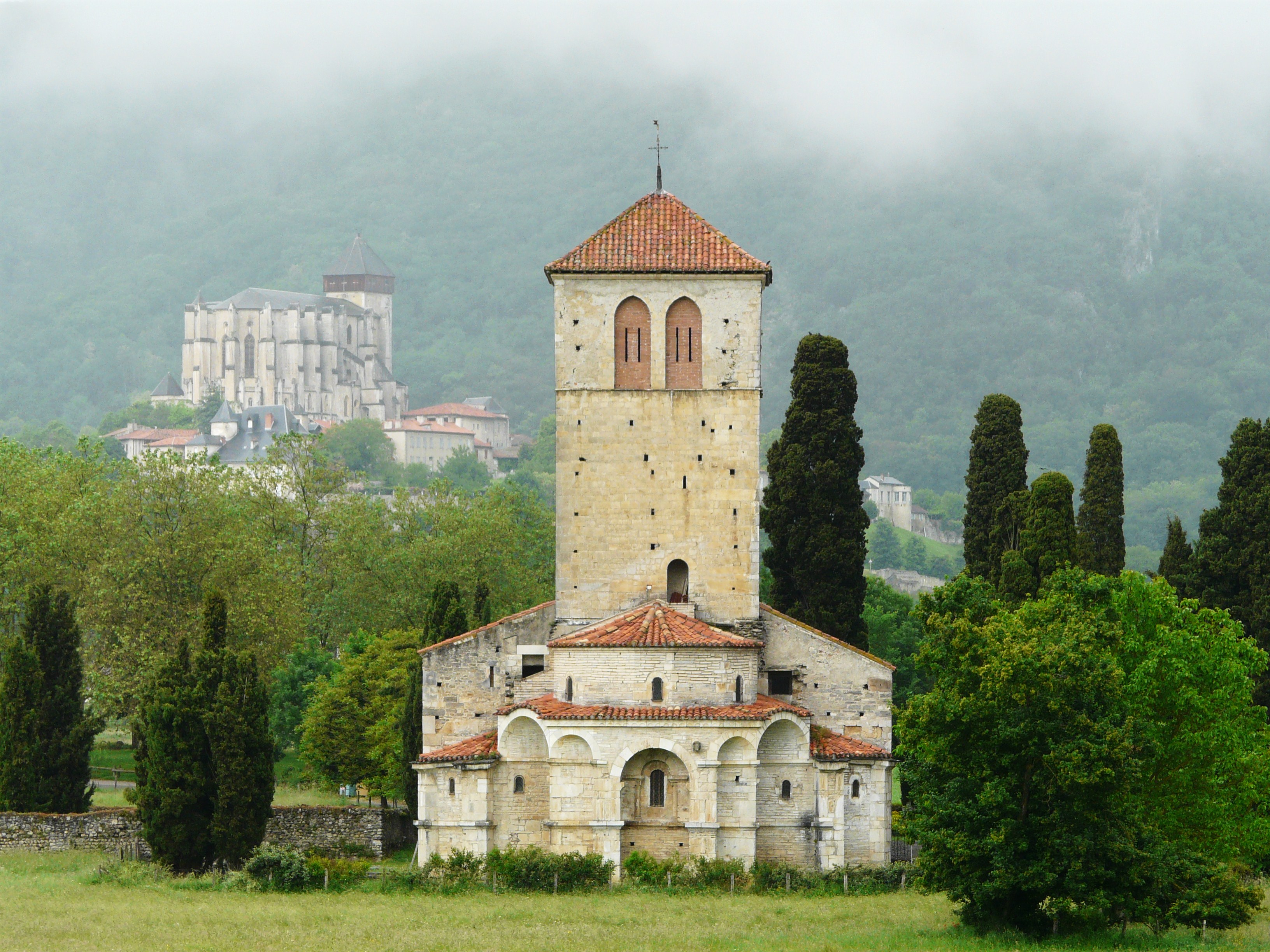
La basílica de Sant Just (segles i) i al fons la catedral de Sant Bertrand de Comenge.

El bisbat de Commenge  (francès:  Diocèse de Comenge, llatí:  Dioecesis Convenarum) és una seu suprimida de l'Església Catòlica a França, sufragània de l'arquebisbat d'Aush.

## Territori
És coneguda també amb el nom francès de Saint-Bertrand de Comenge. Comenge és una regió històrica de França, que avui es correspon amb la part meridional del departament de l'Alta Garona.
La diòcesi limitava al nord amb les diòcesis d'Aush i Lombèrs; a l'est amb les de Rius i Coserans; al sud Espanya i a oest amb el bisbat de Tarba. La vall d'Aran, avui part de la diòcesi d'Urgell, formava part de la diòcesi.
La seu episcopal és la ciutat de Sant Bertran de Comenge, on l'església Nostra Senyora i de Sant Bertrand feia de catedral.
El 1786 la diòcesi comprenia 213 parròquies, agrupades en cinc arxidiaconats (Comenge, Aran, Rivière, Bourjac i Aure) i 22 arxiprestats. Quan es va suprimir, la diòcesi comptava amb prop de 660 eclesiàstics, entre els quals havia 520 preveres.

## Història
El descobriment d'algunes inscripcions testimonien l'existència d'una comunitat cristiana a la civitas Convenarum ja al segle iv, època a la qual s'atribueix la fundació de la diòcesi. De fet, entre les diòcesis de la província romana de Novempopulània esmentades a les Notitia Galliarum a final del segle iv es recorda la seu de Comenge, sufragània de l'arquebisbat d'Eusa.
La diòcesi també apareixeria en una lletra escrita per sant Jeroni de final del segle iv o principi del segle v, on parla del prevere Vigilanzio i del seu bisbe, el nom del qual no s'esmenta. I en una carta de Sidoni Apol·linar del 475 es fa referència a l'església de Comenge com una de les que es van quedar sense pastor després de les incursions dels gots. El primer bisbe conegut és Soave, present al Concili d'Agde el 506.
Al voltant del segle ix, la diòcesi esdevé una part de la província eclesiàstica de l'arxidiòcesi d'Aush.
Entre els bisbes més importants de l'edat mitjana cal senyalar sant Bertran de l'Isle, protagonista d'un veritable renaixement de la diòcesi, conegut per visitar sovint les parròquies i per participar en sínodes reformadors de l'època (Bordeus, Clermont, Poitiers). El seu treball va ser continuat per Roger de Noé i Arnaud Roger, que van ser els protagonistes del desenvolupament de la vida monàstica i espiritual de la diòcesi.
En diverses ocasions, entre els segles xiv i xvi, les desavinences entre el capítol de la catedral i la Santa Seu sobre el nomenament dels bisbes van provocar conflictes en detriment de la vida de la diòcesi. El primer enfrontament va conduir a la nominació papal de Bertrand de Got, futur papa Climent V, mitjançant una butlla del 1295.
Al segle xvii, els bisbes Hugues de Labatut i Louis de Guron pensaren en transferir la visita episcopal a Sent Gaudenç, però es van enfrontar amb l'oposició decidida del capítol de la catedral. No obstant això, van ser diversos els bisbes que residient habitualment a Sent Gaudenç.
La fundació del seminari diocesà va haver de fer front a mil dificultats. Els primers intents de 1619 no van conduir a res i només sota Gilbert de Choiseul va començar la construcció del seminari a Sent Gaudenç; Joan-Francesc de Brezay va completar l'obra i el va confiar als jesuïtes, però no van poder començar els cursos fins al 1712.
La diòcesi va ser suprimida després del concordat amb la butlla Qui Christi Domini del papa Pius VII del 29 de novembre de 1801, i el territori va quedar incorporat al de l'arxidiòcesi de Tolosa i de la diòcesi de Baiona.
A partir del 19 de gener de 1935, els arquebisbes de Tolosa posseeixen el títol de bisbes de Comenge.

## Cronologia episcopal
- Anònim †
- Soave † (citat el 506)
- Presidi † (inicis de 533 - finals de 541)
- Ameli † (inicis de 549 - finals de 551)
- Rufí † (citat el 585)
- Rigobert † (citat el 614)
- Sesemund o Mauroleno † (citat el 673/675)[3]
- Abramo † (citat el 787 vers)
- Massimo ? † (citat el 812)
- Involato † (citat el 879)
- Ariol † (vers 950 - 978)
- Pere de Comenge † (vers 978 - 1025)[4]
- Guillem I † (1036 - 1055)
- Bernat † (1055 - 1063)
- Guillem II † (1063 - 1078)
- Auger de Labarthe † (1079 - 1083)
- San Bertran † (1083 - 16 de febrer de 1123 mort)
- Roger de Noé † (1123 - vers 1152 mort)
- Arnau Roger I † (1153 - 6 de març de 1177 mort)
- Gerard † (1177)
- Arsius Daujou † (1177 - 2 de juny de 1188 mort)
- Ramon Arnaud † (vers 1188 - 1204)
- Sperague † (setembre de 1204 - 1206)[5]
- Ademar de Castillon † (1207 - 1209)
- Garsias de Lort † (finals de juny de 1210 - finals d'abril de 1213 nomenat arquebisbe de Aush)
- Grimoard † (finals de gener de 1212 - 10 de setembre de 1240 mort)
- Arnau Roger II † (1241 - finals de maig de 1260 renuncià)
- Gerard d'Audiran † (1260 - de juliol de 1262 mort)
- Bertran de Miremont † (1263 - 31 de gener de 1286 mort)
  - Sede vacante (1286-1295)
- Bertran de Got † (28 de març de 1295 - 23 de desembre de 1299 nomenat arquebisbe de Bordeus, posteriorment elegit Papa amb el nom de Climent V)
- Bosó de Salinhac † (22 de desembre de 1299 - d'abril de/de juliol de 1315 mort)
- Bernat, O.P. † (7 de setembre de 1316 - 1317 mort)
- Escot de Linières † (3 de desembre de 1317 - de juliol de 1325 mort)
- Guillem de Cun † (12 de juny de 1325 - 1336 mort)
- Hug de Castillon † (10 de maig de 1336 - 4 d'octubre de 1352 mort)
- Bertrand de Cosnac, C.R.S.A. † (17 d'octubre de 1352 - 30 de maig de 1371 renuncià)
- Guillem d'Espanya † (6 de juny de 1371 - 1384 mort)
- Amauri de Lautrec, C.R.S.A. † (18 de maig de 1384 - 12 de juliol de 1385 renuncià)
  - Amauri de Lautrec, C.R.S.A. † (12 de juliol de 1385 - 7 de juny de 1390 mort) (administrador apostòlic)
- Menaud de Barbazan † (28 de juny de 1390 - 1421 mort)
  - Pierre de Foix † (7 d'agost de 1422 - 5 de juliol de 1451 renuncià) (administrador apostòlic)
- Arnau-Ramon d'Espanya † (5 de juliol de 1451 - 1464 mort)
- Joan de Foix † (9 de maig de 1466 - 1499 renuncià)
  - Amanieu d'Albret † (19 de juliol de 1499 - 1514 renuncià) (administrador apostòlic)
  - Gaillard de l'Hospital † (14 de gener de 1502 - 1513 mort) (antivescovo)
- Louis Dourville (o d'Oreille) † (8 de gener de 1515 - 1523 renuncià)
- Joan de Mauléon † (17 de juny de 1523 - 1551 mort)
- Joan Bertrand † (16 de desembre de 1555 - 1556 renuncià)
  - Carlo Carafa † (6 de juliol de 1556 - 4 de març de 1561 mort) (administrador apostòlic)
- Pierre d'Albert † (9 de maig de 1561 - 1568 mort)
- Carlo di Borbone-Navarra † (1569 - 1579 renuncià)
- Urbain de Saint-Gelais de Lansac † (26 de juny de 1580 - 5 de febrer de 1613 mort)
- Gilles de Souvray † (5 de febrer de 1613 - 1624 renuncià)
- Barthélemy de Donnadieu de Griet † (6 d'octubre de 1625 - 12 de novembre de 1637 mort)
- Hugues de Labatut † (3 de desembre de 1640 - 10 de febrer de 1644 mort)
- Gilbert de Choiseul du Plessis Praslin † (6 de febrer de 1646 - 22 de desembre de 1670 nomenat bisbe de Tournai)
- Louis de Rechiègne Voisin de Guron † (20 de desembre de 1671 - 20 de maig de 1693 mort)
- Joan-Francesc de Brezay de Denon-Ville † (5 d'octubre de 1693 - 12 d'abril de 1710 mort)
- Olivier-Gabriel de Lubières du Bouchet † (26 de gener de 1711 - 28 d'agost de 1740 renuncià)
- Antoine de Lastic † (29 d'agost de 1740 - 15 de desembre de 1763 renuncià)
- Charles-Antoine-Gabriel d'Osmond de Médavy † (20 de febrer de 1764 - 9 d'abril de 1785 renuncià)
- Antoine-Eustache d'Osmond † (11 d'abril de 1785 - 26 de setembre de 1801 renuncià)
- 1801: Seu suprimida